# 湫旬高速公路
湫坡头至旬邑高速公路，简称湫旬高速，是中国国家高速公路网银川至百色高速公路（G69）的重要组成部分，也是陕西省“2367”高速公路网中6条辐射线之一“西旬线”的重要路段。起于陕甘交界的旬邑县湫坡头镇支党河大桥北侧，与银百高速甘肃段相接，经湫坡头、北崖头、坪坊、太村4镇（村），止于旬邑县赤道乡西南，接银百高速公路旬邑至咸阳段。路线全长24.878公里（其中甘肃境内0.606公里）。于2017年9月28日开工建设，2020年10月22日10时起正式通车运营。这条高速公路的通车，完善了国家和陕西高速公路网，改善了区域交通条件，促进了“一带一路”国家战略发展及陕甘两省经济社会交流和六盘山集中连片贫困地区脱贫攻坚，为陕甘宁革命老区红色旅游、人文景观和煤炭等资源开发以及经济社会协调发展注入动力。

## 工程规模
全线采用双向四车道高速公路标准，其中，起点至主线收费站约7.573公里，设计速度80公里／小时，路基整体式宽度25.5米；主线收费站至终点约17.305公里，设计速度100公里／小时，路基整体式宽度26米。桥涵设计汽车荷载等级为公路Ⅰ级，项目概算总投资25.2亿元人民币，建设工期4年。全线设置湫坡头、赤道互通式立交2处，陕甘界省界主线收费站、匝道收费站各1处，旬邑服务区1处。
高速公路位于黄土沟壑地区，地势总体北高南低，区内不良地质主要为黄土滑坡、崩塌及湿陷性黄土。

### 支党河大桥
全线控制性工程之一，为T型刚构桥，全长1756米，最大桥高181米，最大墩高170米，主桥跨径为810米。

### 梁渠沟大桥
全线控制性工程之一，主桥跨径为430米（其中主跨140米），采用波型钢腹板预应力混凝土连续刚构建设，在全国同类型大跨径桥梁中位居前列。

## 收费标准
据陕西省人民政府批复文件，湫坡头（陕甘界）至旬邑高速公路车辆通行费收费标准为：
| 车型               | 车型 | 通行费率 （元/车·公里） | 支党河大桥加收 （元/车次） |
| ------------------ | ---- | ----------------------- | -------------------------- |
| 客车               | 1类  | 0.60                    | 10                         |
| 客车               | 2类  | 1.06                    | 20                         |
| 客车               | 3类  | 1.36                    | 30                         |
| 客车               | 4类  | 1.63                    | 40                         |
| 货车 及专项 作业车 | 1类  | 0.60                    | 10                         |
| 货车 及专项 作业车 | 2类  | 1.08                    | 18                         |
| 货车 及专项 作业车 | 3类  | 1.74                    | 29                         |
| 货车 及专项 作业车 | 4类  | 2.11                    | 35                         |
| 货车 及专项 作业车 | 5类  | 2.32                    | 39                         |
| 货车 及专项 作业车 | 6类  | 2.45                    | 41                         |

大件运输车辆通行高速公路，道路收费、桥隧加收费用以1类货车收费标准为基数，7轴收费系数为7，7轴以上按每增加一轴增加收费系数1，以此类推，最高至15轴。15轴以上收费系数统一按15轴执行。